# Honda FR-V

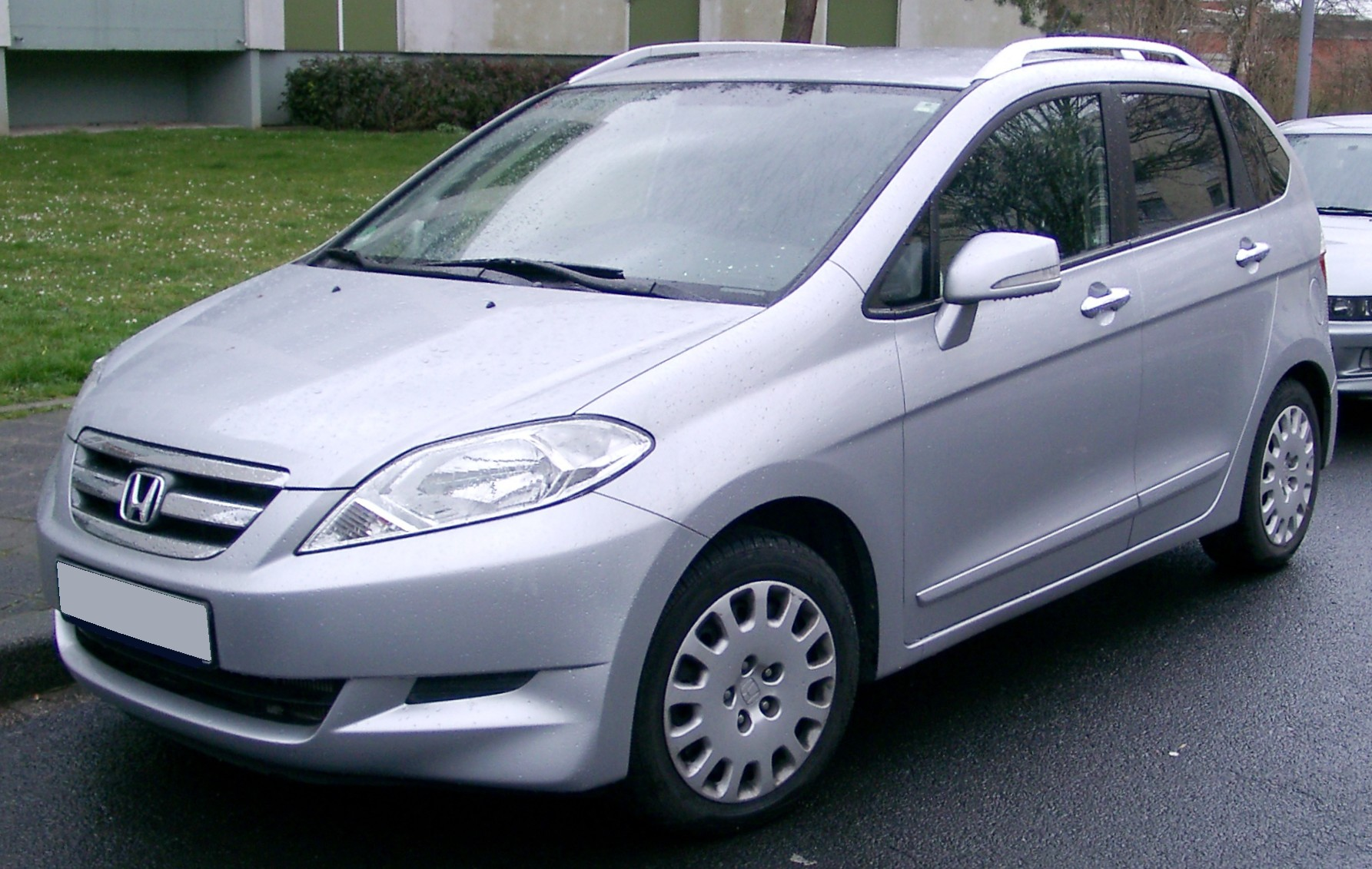

Honda FR-V presenterades 2005 och ersatte då den föga populära MPV-modellen Honda Stream. Liksom sin föregångare är modellen 6-sitsig, men platserna är placerade på ett säreget vis med två rader med tre fällbara stolar både bak och fram. Detta koncept delar den med Fiat Multipla och de två bildar på detta vis något av en egen klass. Den kantiga designen med raka sidor har gjort att innerutrymmena är goda. De enda motorna som står till buds i Sverige Sverige är en bensinmotor på 1,7 liters slagvolym och 140 hästkrafter (5-växlad manuell) samt 2,0 på 150 hästkrafter och 6-växlad manuell växellåda. Modellen har fått 4 stjärnor i ett krocktest av den oberoende organisationen EuroNCAP. Till årsmodell 2007 gavs bilen en lätt face-lift och endast 1,8 liters motor fanns då.